# Thrumster
Thrumster är en by i Highland i Skottland. Byn är belägen 6,5 km 
från Wick. Orten har 481 invånare (2011).